# Lavoisiera grandiflora
Lavoisiera grandiflora är en tvåhjärtbladig växtart som beskrevs av Charles Victor Naudin. Lavoisiera grandiflora ingår i släktet Lavoisiera och familjen Melastomataceae. Inga underarter finns listade i Catalogue of Life.